# Justin Mylo
Джастин Муло (нидерл. Justin Mylo; настоящее имя — Эмилио Бер (нидерл. Emilio Behr); род. 7 ноября 1995 Амстердам, Нидерланды) — нидерландский диджей и музыкальный продюсер. Он известен благодаря синглу «Bouncybob», созданному совместно с диджеем Мартином Гарриксом.

## Биография
Будучи подростком, начинает работать диджеем в местных клубах. В 2015 году он выпускает песню «Bouncybob» совместно с Гарриксом, сингл был спродюсирован диджеем Mesto.

## Дискография

### Синглы
| Название                                                    | Год  | Позиции в чарте |
| Название                                                    | Год  | US Dance        |
| ----------------------------------------------------------- | ---- | --------------- |
| «Bouncybob» (Martin Garrix при участии Justin Mylo и Mesto) | 2015 | 28              |
| «Groovy George» (Совместно с Mike Williams)                 | 2016 | —               |
| «Jumping Jack»                                              | 2016 | —               |
| «Cheap Motel»                                               | 2017 | —               |
| «Paradigm»                                                  | 2017 | —               |
| «Chasing Shadows»                                           | 2018 | —               |
| «Live Like This» (с Navarra)                                | 2018 | —               |